# کبوتردریایی هاوایی
کبوتردریایی هاوایی (نام علمی: Puffinus newelli) نام یک گونه از سرده کبوتردریایی‌های آب‌شکاف است.